# Hebeloma dunense
Hebeloma dunense là một loài nấm ở Hymenogastraceae.